# معسكر الاعتقال مايدانيك

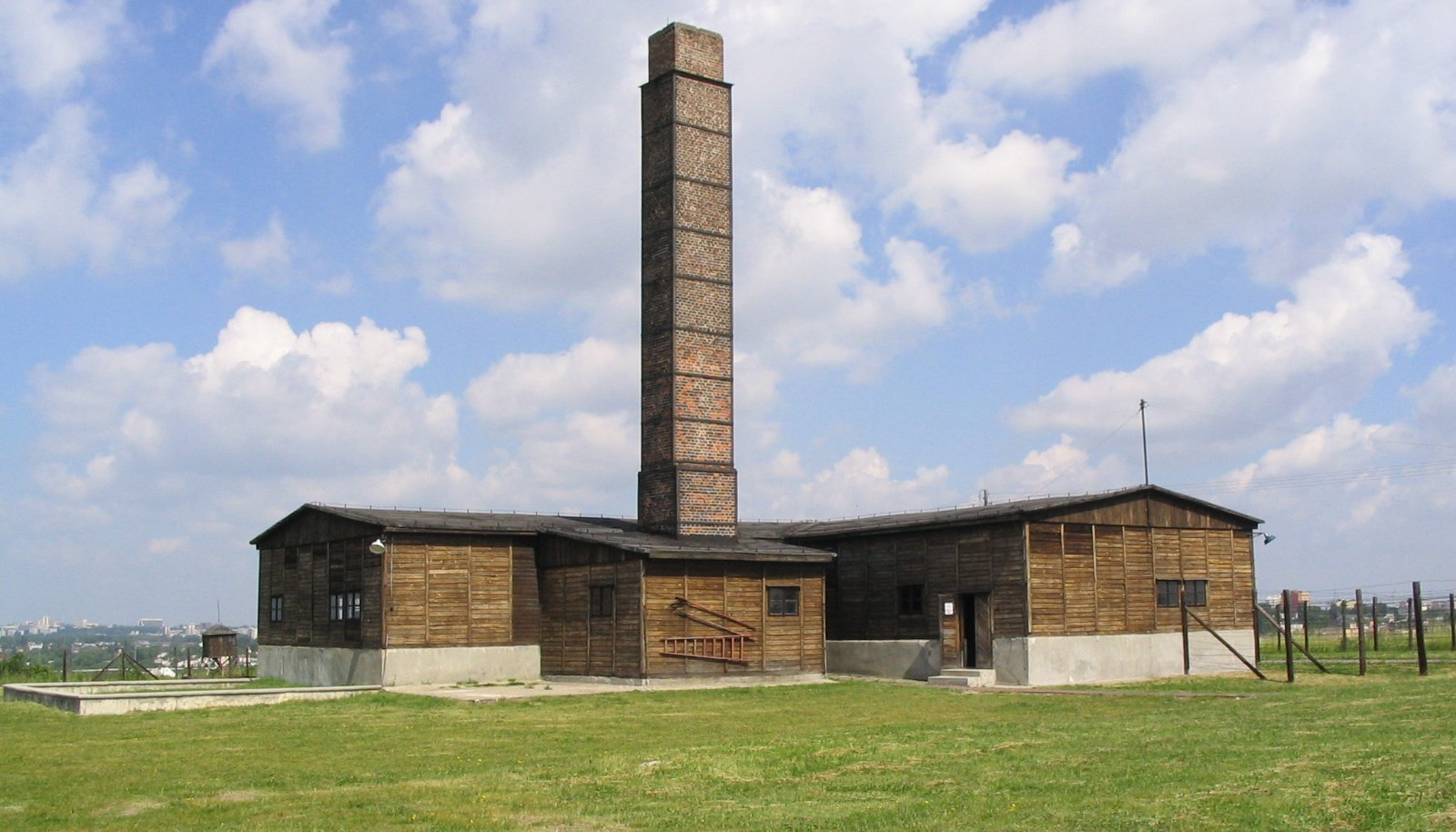

معسكر الاعتقال مايدانيك،  كان معسكر اعتقال وإبادة ألمانيً تم بناؤه وتشغيله بواسطة قوات الأمن الخاصة في ضواحي مدينة لوبلين أثناء الاحتلال الألماني لبولندا في الحرب العالمية الثانية. كان يحتوي على سبع غرف للغاز ومشنقتين خشبيتين، وحوالي 227 مبنى، مما يجعله من بين أكبر معسكرات الاعتقال التي أدارها النازيون. على الرغم من ان الغرض منه في البداية العمل القسري بدلاً من الإبادة، فقد استخدم المعسكر لقتل الناس على نطاق واسع خلال عملية رينهارد، وهي الخطة الألمانية لقتل جميع اليهود داخل أراضي الحكومة العامة في بولندا. تم الإستيلاء على المعسكر، الذي تم تشغيله من 1 أكتوبر 1941، حتى 22 يوليو 1944، على حاله تقريبًا، لأن التقدم السريع للجيش الأحمر السوفيتي أثناء عملية باغراتيون منع قوات الأمن الخاصة من تدمير معظم بنيتها التحتية، كما فشل نائب قائد المعسكر غير الكفء -أنطون ثيرنز- في مهمته المتمثلة في إزالة الأدلة التي تثبت ارتكاب جرائم حرب. لذلك، أصبح مايدانيك أول معسكر اعتقال اكتشفته قوات الحلفاء.
بخلاف المعسكرات المماثلة الأخرى في بولندا التي كان يحتلها النازيون، لم يكن موقع مايدانيك في منطقة ريفية نائية بعيدًا عن المراكز السكانية، ولكن داخل حدود مدينة رئيسية (انظر أيضًا: خطة Nisko التي سبقت تشكيل حي اليهود). أدى القرب إلى تسمية المخيم مايدانيك («مجدان الصغيرة») من قبل السكان المحليين في عام 1941 لأنه كان مجاورًا لضاحية مجدان تاتارسكي في لوبلان. في البداية، وصفت الوثائق النازية الموقع بأنه «معسكر أسرى حرب» التابع لفافن إس إس في لوبلين بسبب طريقة تشغيله وتمويله. تمت إعادة تسميته بواسطة مكتب الأمن الرئيسي للرايخ في برلين باسم Konzentrationslager Lublin في 9 أبريل 1943، لكن مايزال الاسم البولندي المحلي مستخدما عادة.

## أعمال بناء
تم تأسيس Konzentrationslager Lublin في أكتوبر 1941 بناء على أوامر من زعيم الرايخ إس إس هاينريش هيملر، وتم تسليمه إلى أوديلو جلوبوسنيك بعد فترة وجيزة من زيارته إلى لوبلن في 17-20 يوليو 1941 أثناء عملية بارباروسا، الغزو الألماني للاتحاد السوفيتي. كانت الخطة الأصلية التي صاغها هيملر هي أن يضم المخيم ما لا يقل عن 25000 أسير حرب.
في أعقاب الأعداد الكبيرة من أسرى الحرب السوفيت الذين تم أسرهم خلال معركة كييف، تم زيادة السعة المقدرة في وقت لاحق إلى 50000 والبناء لذلك بدأ الكثيرون في 1 أكتوبر 1941 (كما حدث أيضًا في أوشفيتز-بيركيناو، التي تلقتها نفس الترتيب). في أوائل نوفمبر، تم تمديد الخطط لإستيعاب 125,000 نزيل وفي ديسمبر إلى 150,000 نزيل. تم زيادة في مارس 1942 لإستيعاب لـ 250,000 أسير حرب سوفييتي.
بدأ البناء مع 150 عاملاً يهوديًا قسريًا من أحد معسكرات جلوبلنيك في لوبلن، والتي عاد إليها السجناء كل ليلة. في وقت لاحق، شملت القوى العاملة 2000 أسير الجيش الأحمر، الذين اضطروا إلى البقاء في ظروف قاسية، بما في ذلك النوم في العراء. بحلول منتصف شهر نوفمبر، كان 500 منهم فقط لا يزالون على قيد الحياة، وكان 30٪ منهم على الأقل عاجزين عن العمل الإضافي. في منتصف شهر ديسمبر، كانت ثكنات 20 ألف شخص جاهزة عندما اندلع وباء التيفوس، وبحلول يناير 1942، مات جميع أسرى الحرب، وكذلك اليهود البولنديين. توقفت جميع الأعمال حتى مارس 1942، عندما وصل سجناء جدد. على الرغم من أن المخيم لديه القدرة في نهاية المطاف على استيعاب ما يقرب من 50000 سجين، إلا أنه لم ينمو بشكل ملحوظ عن هذا الحجم.